# Alfonso Barrantes Lingán
Alfonso Barrantes Lingán (27 novembre 1927, San Miguel de Pallaques -  2 décembre 2000, La Havane) est un homme politique péruvien.

## Biographie
Alfonso Barrantes a été maire de Lima de 1984 à 1986.
Il a été candidat à la présidence aux élections de 1985 pour la Gauche Unie (Izquierda Unida). Arrivé en deuxième position avec 24,7 % des voix, il renonce à se présenter au deuxième tour face à Alan García.
Il se présente de nouveau à la présidence aux élections de 1990 pour la Gauche Socialiste, un mouvement né de l'éclatement de la Gauche Unie, mais n'obtient que 4,7 % des voix.
Lors de son mandat de maire, il fut surnommé « El Frejolito » (Le petit haricot), et il est connu pour sa campagne El vaso de leche, visant à assurer à chaque enfant de Lima un verre de lait quotidien à une époque où la sous-nutrition était généralisée dans les quartiers populaires.